# Леймой
Леймой, Леймоевы — ингушский тейп, состоящий из более 20 патронимий/фамилий. Происходит из средневекового селения Лейми горной Ингушетии.

## Название
Название тейпа восходит к наименованию их родового селения — Лейми. Представители тейпа носят различные фамилии, например, «Леймоевы», наименование которой производно от ингушского названия тайпа — «Леймой», либо фамилии, названия которых производны от наименований более 20 ветвей/патронимий из которых состоит тейп, такие как: «Албогачиевы», на ингушском — «Албохчанаькъан», «Хашагульговы» — «Хьоашалганаькъан» и другие.

## Состав
Тайп Леймой включает в себя следующие фамилии:
| Албогачиевы Албохчанаькъан                                                                                                  | Гамбердовы Гамберданаькъан | Куриевы КӀуренаькъан | Муцольговы Муцольганаькъан | Темирхановы Темарханаькъан | Хашагульговы Хьоашалганаькъан |
| Анзоровы Бейговы Боголовы Дербичевы Джантемировы Добриевы Дудаевы Маматиевы Оскановы Сампиевы ← Дударовы Умаровы ← Баталовы |                            |                      | Алхазуровы                 |                            | Куркиевы Латыровы             |

## История
Родовым селением тайпа является Лейми (Джейрахский район Республики Ингушетия). В истории средневековой Ингушетии оно относилось к Хамхинскому/Галгаевскому обществу. Представитель тейпа, Курий Алиев (фамилия указана по имени отца; ингуш. Леймой Ӏаьлий Кур) в начале XIX века основал селение Кури-юрт (на месте современного города Сунжа), в 1837 году вместе с Алико Цуговым (Цечой) был избран депутатом от Карабулакского общества.